# Saint Léon (novela)
Saint Léon (o St. Léon): Un cuento del siglo dieciséis (1799) es la segunda novela de William Godwin, filósofo británico del siglo XVIII.
Tras el éxito de Las cosas como son, o Las aventuras de Caleb Williams (1794), Godwin buscó un tema que pudiera atrapar su imaginación tanto como lo había hecho su anterior trabajo. Saint Léon es la historia de un aristócrata francés, el conde Reginald de Saint Léon, que pierde toda su fortuna apostando y experimenta una culpa que lo lleva casi hasta la locura. Acepta de un extraño moribundo el secreto del elixir de la vida y el poder de multiplicar sus riquezas, lo que lo lleva, finalmente, a tener que vagabundear, apartado de los seres humanos.

## Trama
El conde Reginald cuenta la historia de su vida, empezando con a muerte de su padre, cuando él era niño. Fue criado por su madre, "a woman of rather a masculine understanding, and full of the prejudices of nobility and magnificence" (una mujer de entendimiento más bien masculino, y llena de prejuicios sobre la nobleza y la magnificencia).
Reginald tiene nociones granciosas sobre el honor aristocrático e, inspirado por su tío, el marqués de Villeroy, participa en la Guerra Italiana de 1521-1526, esperando obtener renombre como militar en la batalla de Pavía. Reginald es armado caballero por el rey Francisco Imientras luchaba con los franceses contra el ejército imperial español; pero el rey es capturado y encarcelado por Carlos V. El exilio del rey cambia en clima en Francia, pasando a uno en el que "the activity of the field" (la actividad en el campo) es reemplazado por "for the indulgences of the table" (las indulgencias de la mesa).
Al regresar a casa, Reginald, ahora con veinte años, se ve obligado, debido a la muerte de su madre, a tomar las riendas de sus propios asuntos. Rápidamente se ve arrastrado a una vida de demasiados gastos, tomando amantes y apostando. Vive así durante dos años y dilapida su fortuna rápidamente. Conoce a la bella y talentosa Marguerite Louise Isabeau de Daville, de diecinueve años, que se ha beneficiado durante su educación del asociarse con Clement Marot, Rabelais, Erasmo y Scaligeri, y a quien Leonardo da Vinci incitó a que dibujase. Reginald corteja a Marguerite, hija del Marqués de Damville, pero su reputación de jugador hace que el Marqués le advierta que se cuide de arruinarse y de arruinar a su hija. El marqués les permite casarse; pero, para el momento en que llega a los treinta años, Reginald está viviendo más allá de sus posibilidades y ha vuelto a jugar. El marqués no vive para ver estos acontecimientos.
Marguerite traslada a su familia a Suiza y paga las deudas de su marido vendiendo sus posesiones. Intenta convencerlo de que una vida más sencilla de campesinos hará más feliz y virtuosa a toda la familia. No obstante, en tanto están empezando su vida como granjeros, sus cosechas y animales son destruidos durante una feroz tormenta. Perturbado por la visión de una mujer y un niño muertos, Reginald se da cuenta de que es afortunado al regresar a casa y encontrar a su familia a salvo. Reniega de su viejo amor por el dinero y el estatus. El ver los estragos de la feroz tormenta le revela que su nueva vida como agricultor de subsistencia es más valiosa de lo que imaginaba, pero que está sujeta a los precarios caprichos de la suerte. Esta trama le proporciona espacio a Godwin para disertar sobre la costumbre suiza de guardar maíz en almacenes públicos por si ocurre un desastre natural.
Reginald solicita fondos solidarios y un desembolso por parte del erario público para poder reabastecer su granja. Pero se le niega la asistencia bajo el argumento de que no es suizo. Unos oficiales del Gobierno son enviados para hacer que la familia se marche definitivamente del país, sin darles tiempo para vender su casa. Un vecino compasivo les presta dinero con la casa como aval, y ellos se marchan al Lago de Constanza. El vecino muere, y su hacienda pasa a un pariente, el señor Grimseld, que les roba su casa. Reginald se arriesga a ser arrestado al regresar a Suiza para reclamarla, puesto que su familia está empezando a pasar hambre. Grimseld es multado por estafa y a Reginald se le da dinero por su granja.
El Volumen 2 comienza en el año 1544. Un anciano llega a la casa de la familia en el Lago de Constanza, alegando ser un veneciano llamado Francesco Zampieri, pero su verdadera identidad continúa siendo un misterio. Está siendo perseguido por la Inquisición. Zampieri revela a Reginald el secreto de la inmortalidad y el arte de multiplicar el oro. Solo está permitido que conozca estos secretos una persona al mismo tiempo. El secreto de la inmortalidad es un elixir hecho de hierbas que, al consumirse, da juventud y vigor. Cura las enfermedades, pero no puede salvar de las heridas. Reticente a ocultarle un secreto a su esposa, Reginald se ve obligado a callarse el regalo y Zampieri muere poco después.
Francisco I regresa a Francia tras su prisión en España, y encuentra el país sumido en una gran agitación, con Carlos V y Enrique VIII procediendo a invadir el norte de Francia. Poco dispuesto a volver a su sencilla vida doméstica, Reginald planea readquirir las tierras que ha perdido; pero, para que parezca que ha recuperado su fortuna gradualmente, y no en circunstancias sospechosas, se muda a la ciudad de Constanza y simula que Zampieri le ha dado 3.000 coronas. Constanza está en proceso de hacerse protestante.
Reginald se ve rápidamente inducido a gastar una gran cantidad de dinero y levanta las sospechas de su compatriota Gaspar de Coligny. El hijo de Reginald, Charles, se conciencia de la vergüenza que ha traído la fortuna con orígenes inexplicables, y reniega de su padre y se marcha. Marguerite también tiene sospechas, y deduce que él ha encontrado la Piedra Filosofal. Reginald le pide que no revele esto y que no pregunte más al respecto. Ella está enferma, pero como el elixir solo puede ser bebido por un "adepto", no puede dárselo.
Las sospechas sobre la fortuna de Reginald crecen hasta tal punto que el magistrado lo hace arrestar e interrogar. Se le pregunta acerca de la desaparición del extraño y acerca de su nueva fortuna, pero él se niega a cooperar. El señor Monluc, un francés, llega, y Reginald le pide ayuda. Investigando el caso, Monluc se entrevista con Marguerite. Reginald le habla del honorable nombre de Saint Léon, que elimina la necesidad de una explicación y no da razones. Monluc se niega a seguir ayudándolo.
Marguerite aconseja Reginald que escape de la cárcel. Él intenta sobornar a un carcelero, Héctor, pero este se niega a ayudarlo porque es leal al portero, y se lo cuenta. El portero pide un soborno. Reginald le entrega una gran suma, pero él lo lleva a una mazmorra y lo encadena a una pared. Héctor es encarcelado, por ser la única persona que sabe lo del soborno. El portero pide más dinero, y Reginald se ve obligado a confiar en él, y esta vez es liberado con la condición de que se lleve consigo a Héctor para luego hacerlo parecer un cómplice.
En el Volumen 3, Reginald, su familia y Héctor parten hacia Italia. Una noche, mientras Héctor y Reginald están dando un paseo vespertino, estando la familia alojada en una posada en los Alpes, Reginald oye chillar a un hombre y es atacado por un gran perro negro. El perro lo conduce hasta un hombre que está herido de muerte. Reginald y Héctor le curan las heridas, y Héctor corre de regreso a la posada para buscar ayuda.
El nombre de este hombre es Andrea Filosanto. Estaba llevándole a su madre su dote de viuda y había sido asaltado. Muere, y el perro lo llora. Reginald se queda con el perro, Charon, como parte de su familia. Unos meses después, el perro encuentra al salteador, que es arrestado, confiesa ser uno de los ladrones; es juzgado, declarado culpable y ejecutado. 
Reginald está instalado en Pisa, protegido por la familia Filosanto y la de la mujer con la que Andrea se iba a casar, los Carracciouli, que son poderosos en el territorio pisano. Reginald pasa algún tiempo practicando la alquimia en una cueva, con Héctor como ayudante. Héctor le habla a su novia de los experimentos y Reginald se gana rápidamente la reputación de ser un brujo. El otro amante de su novia, Agostino, se pone celoso y decide vengarse.
Reginald empieza a ser rehuido, y alguien dispara a su casa durante la noche. El perro muere, y Héctor es atacado. El ataque tiene como móvil las sospechas de magia y al origen africano de Héctor. Reginald se dirige a la muchedumbre en un intento de justificarse, pero le tiran barro y lo acusan de brujería.
Se va a consultar a la Marquesa Filosanto, y el resto de la familia se marcha a Luca, en dirección a España. Dejan a Héctor a cargo de su casa en Pisa. Cuando Reginald regresa a Pisa, se encuentra con que la turba a quemado su casa; que Héctor, enloquecido, ha escapado de sus cuidadores y ha muerto defendiéndola. Héctor había sido torturado por la turba, y está claro que el motivo del crimen era racial.
Marguerite sufre un aborto en Luca. La familia continúa hasta llegar a España, y Marguerite muere en Barcelona. Desolada, la familia sigue hasta Madrid. Allí, las hijas quedan al cuidado de Mariana, una antigua amiga de su madre. Reginald vuelve a comprar las tierras de su familia en Francia, y se va separando gradualmente de sus hijos, por considerarlo una acción virtuosa. Se les dice que piensen y hablen de él como si estuviera muerto. La familia todavía no conoce el paradero de Charles. 
Reginald se traslada a Madrid y pasa un tiempo estudiando filosofía natural y ética. Dos hombres lo siguen, de los que se revela al final que son informadores de la Inquisición. Es arrestado y encarcelado por brujería. Felipe II regresa a España tras su boda con la Reina María, y supervisa un auto de fe en Sevilla. Entonces, Felipe viaja a a Valladolid para asistir a otro auto de fe, en el que Reginald será quemado vivo. El elixir de la vida no puede protegerlo de este castigo.
Mientras viaja a Valladolid desde Madrid, un caballo se asusta y empieza a cocear, y, en la confusión, Reginald se escapa y allana la casa de un judío convertido al cristianismo, Mardoqueo. De la misma manera que había apelado al carcelero como miembro de una minoría oprimida, Reginald le pide a Mardoqueo que lo ayude a escapar de la Inquisición. Mardoqueo lo ayuda a cambiarse de ropa y va a buscar las hierbas necesarias para el elixir de la inmortalidad. Ahora, Reginald ha envejecido visiblemente, por lo que parece un hombre de ochenta años. Al beber el elixir se vuelve tan joven y saludable como lo estaba en el día de su boda. Se marcha sin que Mardoqueo se de cuenta. Durante su huida, Reginald es testigo por accidente del auto de fe, y queda horrorizado.
Al inicio del Volumen 4, Reginald visita a sus hijas, disfrazado de mercader armenio. Ahora, ha estado fuera durante doce años. Luisa tiene 28, Marguerite (llamada así por su madre) tiene 24, y Julia murió cuatro años después de que su prometido fuera hecho encarcelar por su propio padre por pretender casarse con ella. Reginald finge haber conocido a su padre y les informa de su propia muerte. Espera que el certificado de muerte que les da limpiará la deshonra que pesa sobre su familia.
Reginald se marcha a Hungría y consigue una casa en Buda, con intención de usar su dinero para revitalizar la economía tras los estragos de una larga guerra. Practica la caridad con los pobres, se convierte en comerciante de maíz y en arquitecto, y toma un nuevo nombre: "el señor de Chatillon" (p. 366). No obstante, tiene problemas cuando la demanda de maíz se hace demasiado alta y la gente sospecha que él está manipulando el mercado para su beneficio personal.
Reginald se presenta ante el bajá turco de Buda, Muzaffer Bey. Pero Bey lo responsabiliza de causar agitación civil e investiga los orígenes desconocidos de la fortuna de Reginald. Reginald se ve obligado a sobornarlo. Entonces conoce a Bethlem Gabor, un traficante de armas misántropo nativo de Hungría, cuya esposa e hijos han sido asesinados. Como Reginald, Bethlem pasa mucho tiempo vagabundeando, y comparten sus sufrimientos y se hacen amigos.
Los disturbios se relajan cuando los cultivos que Reginald ha mandado sembrar maduran y son protegidos con éxito por los soldados. Han pasado tres meses desde la primera vez que Reginald se encontró con Bethlem. Al buscar encontrarse con él mientras viaja, Reginald es capturado por unos saqueadores austrohúngaros. Escapa y se encuentra con Bethlem; pero, sin previo aviso, Bethlem lo lleva a uno de sus castillos y lo encierra en una mazmorra. Reginald es dejado allí, sin comida, durante treinta y seis horas y, entonces, se le da comida y se lo encadena a una pared.
Bethlem le da sus razones para su hostilidad: que Reginald ha ayudado a un enemigo suyo, sin darse cuenta, y que aunque Reginald y él han sufrido la misma pérdida de sus familias, Reginald ha reaccionado ante está siendo amable para con numerosas personas, y Bethlem ha hecho lo contrario. Bethlem se siente abochornado por esto. Reginald intenta pagarle a Bethlem para que lo deje marchar, y le pide un cofre que tiene en su casa. Bethlem abre el cofre y descubre que contiene útiles alquímicos. Le pide oro, dejando claro que pretende mantener encerrado a Reginald para siempre para que se lo proporcione.
En la mazmorra, Reginald sueña que lo rescata un caballero con armadura, que se convierte en un ángel femenino, y que huyen juntos dejando atrás el castillo en llamas. Algo parecido a esta visión se hace realidad: Bethlem visita la celda de Reginald para decirle que el castillo está bajo asedio, y que tiene remordimientos por haberlo mantenido cautivo. Bethlem le da a Reginald los medios para escapar, hacéndole prometer que no lo hará hasta que no hayan pasado veinticuatro horas. Reginald espera seis horas, justifica su incapacidad para mantener su promesa con el argumento de que se le ha arrancado bajo coerción. Pasa dos horas intentando salir de las cavernas, pero se encuentra con que las marcas que había dejado en las paredes a su paso ya no le sirven de ayuda. 
Oye un grito fuerte y se sobresalta, y llega a la conclusión de que está cerca del exterior. Pero una gran cantidad de humo lo convence de esperar antes de intentar marcharse, y regresa a las mazmorras, arriesgándose a asfixiarse. Se esconde en una celda distinta de en la que estaba encerrado por si Bethlem regresa. Finalmente, Reginald abandona el castillo en ruinas y se acerca a unos soldados. Reconoce de inmediato a su hijo Charles, que ha cambiado su apellido por el de Damville. Charles tiene ahora treinta y dos años. Rumiando sobre lo que ha ocurrido, Reginald no puede tenerle en cuenta a Bethlem sus hostilidades ni sus remordimientos y lo perdona. Charles no reconoce a su padre, a pesar de que los otros soldados se percatan de su parecido.
Con intención de no deshonrar a su hijo, Reginald adopta el nombre de Hery d'Aubigny. Charles y Reginald se hacen amigos rápidamente, y Charles revela hu historia. Está combatiendo a los turcos, y prefiere no participar en las guerras entre protestantes y católicos. También está buscando a Chatillon, por su conocida amistad con Bethlem Gabor. Reginald no le revela que Chatillon es él. Charles relata que él luchó con el general Castaldo, a quien sirvió durante siete años, en la batalla de Mühlberg, en 1547. Recuerda el sitio de Erlau (Eger, Hungría) y destaca la valentía de las mujeres de la ciudad, y el sitio de Ziget (Sisak, en Croacia). Ziget estaba gobernada por Horvati, un cristiano, y estaba sitiado por el bajá turco de Buda.
El bajá perdió el asedio y murió de aflicción y humillación. Aunque Charles simpatiza enormemente con su hijo y está orgulloso de sus logros, considera su papel como guerrero cristiano fanatismo religioso. Charles se ha enamorado de Pandora, la sobrina del conde húngaro Nasdati, con quien se encuentra por primera vez teniendo ella catorce años. El padre de Pandora murió en el sitio de Ziget, dejándola pobre y huérfana, y Nasdati prefiere que Charles se case con una de sus propias hijas. Charles se da cuenta de que no puede mantener a una esposa con su paga, y necesita el consentimiento del tío. Reginald ve a Pandora y queda afectado por su belleza, buen juicio y naturalidad. Está decidido a emplear su fortuna para permitirles casarse, pero necesita encontrar una manera de que parezca apropiado. Reginald descubre que la madre de Pandora había sido veneciana, y que el tío de su madre había navegado con el explorador cristiano Francisco Pizarro para conquistar Perú. Al haber muerto su tío durante la misión, no había recibido su parte del tesoro. Al ser Pandora su único pariente vivo, habría heredado este tesoro.
Por casualidad, Reginald se encuentra con un hombre que había navegado en el mismo barco, Benedetto Cabriera, que ha perdido todo su dinero debido a una serie de calamidades. Reginald le paga para que finja que el tío de Pandora había recibido su parte, y que se la había dado en herencia. Mientras espera a que Benedetto aparezca con el dinero en Hungría, Reginald se entera de que Charles ha rechazado a Pandora porque piensa, desacertadamente, que está enamorada de Reginald, y que es una "unfeeling coquette" (coqueta indiferente). Pandora le explica a Reginald que no deben volver a verse, y es interrumpida por la llegada de Charles; se desmaya y Reginald la sujeta, aumentando las sospechas de Charles. Charles se queja a los dos y los deja sin palabras.
Reginald anhela contarle a su hijo la verdad sobre su identidad, y aprende la mayor lección sobre la soledad: más que estar en una mazmorra, la soledad es estar apartado de tu hijo. Reginald se marcha a Bratislava y se encuentra con Charles, que va de camino a acompañar a María, Reina de Escocia, a su tierra natal. Charles se enfrenta a su padre con una carta de Andrés, conde de Báthory, que acusa a Reginald de ser Chatillon y un alquimista. Le dice a Reginald que perdió a su padre por culpa de la alquimia y reta a Reginald a un duelo. Reginald acepta, pero deja Bratislava antes de la hora acordada.
Charles y Pandora se reconcilian, y el resto de la historia de Reginald está centrada en detallar el desarrollo de las cualidades de Charles y en expresar sus propios remordimientos por haberse dado cuenta demasiado tarde de la importancia de su familia.

## Temas
La novela explora los temas de inmortalidad, los afectos domésticos (amor y amistad), el honor y la religión. En una novela histórica con un gran alcance y mucha violencia, Godwin reúne elementos de la novela doméstica, la novela filosófica y la fantasía. Más que en su temprana Caleb Williams, esta novela expone las hipótesis filosóficas de Godwin, mostrando las tensiones entre la aspiración a la grandeza y los afectos familiares, y la desintegración de la responsabilidad social efectiva.

### Dinero
Esta novela se ocupa de un amplio abanico de asuntos relacionados con la riqueza. Primero, moraliza en contra del juego, contemplándolo como un desperdicio de recursos y una pérdida de tiempo para gente que debería estar haciendo algo más útil con su fortuna. Segundo, define los efectos de la pobreza, sugiriendo que hay cierta nobleza en la vida sencilla. Aunque contempla las ventajas de la vida campesina, la novela enfatiza que la educación también es importante; así, la familia aristocrática que vive en circunstancias más bajas posee el beneficio de haber desarrollado su mente y de vivir de un modo que no oprime a nadie. Tercero, la novela refleja el poder de la riqueza. Las ideas expresadas en la novela van en la línea de las que aparecen en la Justicia política de Godwin (1793). Reginald reflexiona sobre que ""[w]eakness and want are the parents of vice" (la debilidad y el deseo son los padres del vicio). Cuando Reginald se encuentra por fin en posición de dar buen uso a su habilidad para multiplicar el oro, asegura el futuro de sus hijas, y luego viaja a Buda para ayudar a estimular la economía de posguerra con un programa de construcción. Cuando encuentra a su hijo Charles, puede darle una dote a su futura esposa sin que ellos se enteren. Donde quiera que Reginald va, se enfrenta a problemas que le surgen por tener una fortuna excesiva que no posee un origen discernible. Aquí Godwin aborda el tema de la vigilancia social, el problema del secretismo y el tópico tradicional del oro maldito.

### Libertad e intolerancia
La novela plantea las preguntas: ¿Qué necesitamos para ser verdaderamente libres? y ¿Qué es la opresión?. La pérdida de su dinero puede parecerle un desastre a Reginald; pero su esposa, Marguerite, filosofiza acerca de que esta pérdida les da menos poder para oprimir a la gente contratándolos como sirvientes, y los hace más libres a ellos mismos. Ella razona que las personas cultivadas que viven como campesinos son las más felices, porque no reducen a las personas que están por debajo de ellos “to a state of servitude” (a un estado de servidumbre), ni quedan quedan esclavizados, a su vez, por sus propios hogares y estilo de vida. Tanto el extraño que le entrega a Reginald los secretos como el mismo Reginald son perseguidos por la Inquisición por brujería. En varios puntos de la narración, Godwin diserta sobre el poder y las cualidades impensables del comportamiento hostigador. También explora la intolerancia racial a través de la tortura y asesinato de Héctor, el sirviente africano, y el miedo expresado por Mardoqueo, el español converso al cristianismo desde el judaísmo. Reginald acude a ambos en busca de ayuda aduciendo que habían expermientado el mismo tipo de opresión que él. Godwin dedica también mucho tiempo a explorar las dificultades de los inmigrantes y refugiados. La familia Saint Léon es desplazada varias veces, y aprenden que "prepossessions of mankind are clearly unfavourable to a newcomer, an emigrant who has quitted his former connections and the scenes of his youth. They are unavoidably impelled to believe, that his taking up his abode in another country must be owing to a weak and discreditable caprice, if it be not owing to something still more disadvantageous in his character" (los prejuicios de la humanidad son claramente desfavorables para con los recién llegados, un emigrante que ha dejado sus antiguos vínculos y los escenarios de su juventud. Se sienten inevitablemente impulsados a creer que el haber comenzado a establecer su morada en otro país debe de deberse a un pusilánime e indigno capricho, si no deberse a algo aún más inconveniente de su carácter).

### Honor y mérito
El honor y el mérito son temas centrales en Caleb Williams. De nuevo, Godwin desgrana la reputación aristocrática comparándola con el mérito intrínseco. Como Falkland, en Caleb Williams, Reginald ha sido criado para pensar de sí mismo que es merecedor de admiración y homenajes. Aprende que "value of a man is in his intrinsic qualities" (el valor de un hombre está en sus cualidades intrínsecas), y que el honor no se hereda, sino que debe ganarse, y se demuestra a través de las acciones. Mientras Godwin asocia el honor aristocrático con la vanidad y la ostentación, en la novela permanece el sentir de que el comportamiento honorable es valorado en tanto es indicio de lealtad, acciones justas y actuar de manera abierta.

### Género
Hasta cierto punto, la novela conserva ideas tradicionales sobre las diferencias entre hombres y mujeres. Las mujeres son elogiadas por su belleza y los hombres por su valentía. Marguerite, no obstante, es presentada como una mujer excepcional en tanto es inusualmente valiente, racional e independiente. Marguerite sugiere que, como esposa, debe ser "a human being and an equal" (un ser humano y una igual), y que esto significa que deben ser abiertos el uno con el otro. De acuerdo con la perspectiva de Godwin en Justicia política, Reginald ataca lo que considera afeminamiento en los hombres y, en especial, en los hombres que son inactivos, o que son emocionales o cobardes. Zampieri, el extraño, critica a Reginald por razonar que no podría guardarle un secreto a su esposa, llamándolo ""[f]eeble and effeminate" (débil y afeminado) y "the puppet of a woman" (la marioneta de una mujer). Reginald acepta guardar el secreto, pero todavía sostiene que él y su esposa son dos mitades de una misma alma, y teme acertadamente que el secreto los llevará a una separación emocional.

## Influencia
Saint Léon influyó en la novela gótica St. Irvyne o El Rosicruz (1811), del futuro yerno de Godwin, Percy Bysshe Shelley, y en Frankenstein (1818), que fue dedicada a Godwin, y escrita, por su hija, Mary Shelley.
Saint Léon inspiró también la obra teatral de J.D. Burk, Bethlem Gabor, Lord of Transylvania, or, The Man Hating Palatine: an Historical Drama ―Bethlem Gabor, señor de Transilvania, o El hombre que odiaba a los nobles: un drama histórico― (1807). El reverendo John Hobart Caunter, amigo de Godwin, también adaptó la novela para la escena, con el título de St. Leon: A Drama. In Three Acts ―Saint Léon: un drama. En tres actos― (1835).